# Райгейт (Вермонт)
Райгейт (англ. Ryegate) — місто (англ. town) в США, в окрузі Каледонія штату Вермонт. Населення — 1165 осіб (2020).

## Демографія
Згідно з переписом 2010 року, у місті мешкали 1174 особи в 478 домогосподарствах у складі 335 родин. Було 620 помешкань
Расовий склад населення:
| - 97,4 % — білих - 0,5 % — чорних або афроамериканців - 0,3 % — корінних американців - 0,2 % — азіатів - 0,1 % — вихідців з тихоокеанських островів |

До двох чи більше рас належало 1,4 %. Частка іспаномовних становила 0,7 % від усіх жителів.
За віковим діапазоном населення розподілялося таким чином: 20,9 % — особи молодші 18 років, 62,7 % — особи у віці 18—64 років, 16,4 % — особи у віці 65 років та старші. Медіана віку мешканця становила 44,3 року. На 100 осіб жіночої статі у місті припадало 98,3 чоловіків;  на 100 жінок у віці від 18 років та старших — 96,4 чоловіків також старших 18 років.
Середній дохід на одне домашнє господарство  становив 72 799 доларів США (медіана — 54 432), а середній дохід на одну сім'ю — 80 416 доларів (медіана — 75 893). Медіана доходів становила 52 500 доларів для чоловіків та 38 355 доларів для жінок. За межею бідності перебувало 11,0 % осіб, у тому числі 20,5 % дітей у віці до 18 років та 8,9 % осіб у віці 65 років та старших.
Цивільне працевлаштоване населення становило 497 осіб. Основні галузі зайнятості: освіта, охорона здоров'я та соціальна допомога — 39,2 %, науковці, спеціалісти, менеджери — 9,1 %, публічна адміністрація — 7,6 %, роздрібна торгівля — 6,6 %.